# حجر أحمد حجر
حجر أحمد حجر؛ مواليد 1943 هو طبيب القلب القطري والشاعر ووزير الحكومة السابق. وقد ألف العديد من الأعمال، بما في ذلك الديوان والدراسات الأدبية. كما نشر عددا من المقالات في مجال أمراض القلب.
قد شغل مناصب رئاسية في عدة منظمات، منها مؤسسة حمد الطبية وجمعية قلب الخليج، وهي منظمة أسسها في عام 2002.

## التعليم
حصل على شهادة البكالوريوس من جامعة كولورادو بولدر في عام 1969 وحصل على دكتوراه في الطب من كلية الطب في الجامعة في عام 1973.

## حياته المهنية

### الأدب
غالبا ما يركز شعر حجر على مواضيع تتعلق بطفولته. وهو ينظر إلى الشعر كوسيلة للحفاظ على الثقافة القطرية. بالإضافة إلى تجميع الديوان، نشر أيضا دراسات أدبية عن الأمراض في الشعر. كتب كتابين أدبيين يحللان المشاكل الصحية لشاعرين عربيين مشهورين من خلال قصائدهما.

### حكومة
شغل منصب وزير الصحة العامة من عام 1999 إلى عام 2005. وقبل تعيينه وزيرا، كان وزيرا للوزارة من 1981 إلى 1993. عين مستشارا للصحة العامة لأمير قطر في عام 2005.

### مجال الطب
وقد اعترفت به منظمة الصحة العالمية على عمله في منع تعاطي التبغ في قطر في مناسبتين، الأولى في عام 1992 والأخيرة في عام 2003. وقد تم اختياره لتقديم المحاضرة الافتتاحية في المؤتمر الدولي الثاني حول أنابيب المياه لتدخين التبغ في عام 2014. كما منح هاجر جائزة دولة قطر للطب في عام 2009.
وكان أول تعيين له في المجال الطبي رئيسا لأمراض القلب بمستشفى الرميلة في عام 1978؛ وقد عمل لمدة أربع سنوات. وهو حاليا رئيس قسم أمراض القلب في مؤسسة حمد الطبية، بعد تعيينه في هذا المنصب في عام 1982. وعين رئيسا لمؤسسة حمد الطبية في عام 1998 وحافظ على منصبه حتى عام 2003. ولعب دورا كبيرا في الجهود المبذولة لفتح مستشفى القلب في مؤسسة حمد الطبية.
أصبح أول رئيس للجمعية الدولية لتاريخ الطب الإسلامي في عام 2000، وفي الوقت الحاضر هو الرئيس الفخري للمجتمع. في عام 2002، أسس وترأس جمعية قلب الخليج، وهي منظمة تابعة للجمعية الأوروبية لأمراض القلب منذ عام 2005. أنشأ مجلس إدارة مؤسسة حمد الطبية قاعة داخل المركز الطبي تسميته بعده تقديرا لأعماله في مجال التربية الصحية . وتسمى قاعة المحاضرات قاعة حجر.

## الجوائز
شهادة وميدالية من منظمة الصحة العالمية (مايو 1992) تقديراً لجهوده في مكافحة التدخين.
جائزة د. أ. شوشة لعام 1993 من منظمة الصحة العالمية لخدماته في مهنة الطب.
جائزة من منظمة الصحة العالمية تقديراً لجهوده في مكافحة التدخين 2003
جائزة الدولة (قطر) التقديرية في الطب 8-11-2009
جائزة مجلس التعاون لدول الخليج العربية للتميز في مجال الصحة في 7-12-2015